# Frauenkrimipreis der Stadt Wiesbaden
Der Frauenkrimipreis der Stadt Wiesbaden (weniger bekannt auch unter dem Namen Agathe) war ein von 2000 bis 2005 jährlich verliehener Literaturpreis für deutschsprachige Kriminalromane von Autorinnen. Er war dotiert mit 5.500 Euro. Zum Jahr 2006 wurde er abgeschafft.

## Geschichte
Eingeführt wurde dieser „Frauenkrimipreis“ vom Wiesbadener Kulturamt, um eine besondere Frauenförderung zu erzielen. Es gab aber schon bald eine breite öffentliche Kontroverse darüber, ob das noch zeitgemäß sei. Diese Debatte wurde über Wiesbaden hinaus zum Beispiel in der Wochenzeitung Die Zeit geführt.
Aufgrund der nicht abreißenden „inhaltlichen, finanziellen und politischen Differenzen“ wurde der Frauen-Krimi-Wettbewerb nach 2005 ersatzlos gestrichen. Nur die jährliche Veranstaltungsreihe „Wiesbadener Krimiherbst“ gibt es weiterhin.

## Agathe-Preisträgerinnen
- 2000 Petra Hammesfahr für den Roman Die Mutter
- 2001 Susanne Mischke für den Roman Wer nicht hören will, muß fühlen
- 2002 Martina Borger und Maria Elisabeth Straub für den Roman Kleine Schwester
- 2002 Irmtraut Karlsson für den Roman Mord am Ring
- 2003 Ramona Diefenbach für den Roman Schneckenspur
- 2004 Verena Wyss für den Roman Die Gärtnerin
- 2005 Sabine Deitmer für den Roman Scharfe Stiche

Neben dem Preisgeld-Scheck bestand der „Agathe“ aus einer von der Künstlerin Ute Thiel geschaffenen Trophäe.